# Glaciar Drygalski (Antártida)
Drygalski  (64°43′S 60°44′O / -64.717, -60.733) es un glaciar amplio, con 32 km de anchura en gran parte de su recorrido y 24 km de ancho en su cabecera. Fluye desde la Altiplanicie Herbert hacia el sureste, entre Ruth Ridge y Kyustendil Ridge, introduciéndose en la Bahía Solari inmediatamente al norte de Sentinel Nunatak en la Costa Nordenskjöld, la costa del este de la Tierra de Graham en la Antártida.
Fue descubierto en 1902 por la Expedición Antártica Sueca, a las órdenes de Otto Nordenskjöld, y nombrado "Bahía Drygalski" en memoria de un explorador antártico alemán, el Profesor Erich Dagobert von Drygalski. Este accidente geográfico fue clasificado como un glaciar en la Encuesta de Dependencias de las Islas Malvinas de 1947.